# Hagen (Francia)
Hagen è un comune francese di 237 abitanti situato nel dipartimento della Mosella nella regione del Grand Est.

## Società

### Evoluzione demografica
Abitanti censiti